# Metaschoepite
La metaschoepite è un minerale.